# Antoine-Léonard Chézy
Pour les articles homonymes, voir Chézy.
 (août 2024).
Antoine-Léonard Chézy, né le 15 janvier 1773  à Neuilly et mort du choléra le 31 août 1832, est un orientaliste français, connu surtout pour avoir traduit pour la première fois en français plusieurs classiques de la littérature sanskrite et de la littérature persane.

## Biographie
Il est le fils d'Antoine Chézy, ingénieur et directeur de l'École des ponts et chaussées, et Marie Barbe Pollin et le beau-frère de Christophe-Paulin de La Poix de Fréminville.

### Études et mariage
Il entame des études scientifiques, mais les abandonne pour étudier les langues orientales. Outre le turc et l'hébreu, il apprend l'arabe et le persan auprès d'Antoine-Isaac Silvestre de Sacy et de Louis-Mathieu Langlès. Invité à se joindre aux savants qui accompagnent l'expédition d'Égypte en 1798, il tombe malade et doit renoncer. Il trouve l'année suivante un emploi au cabinet des manuscrits de la Bibliothèque nationale. En 1803, il reçoit la visite du philosophe et sanskritiste allemand Friedrich Schlegel, accompagné de Wilhelmine Christiane von Klenke, journaliste et femme de lettres, que Chézy épousera en 1805. Vers 1810, elle le quitte en emmenant avec elle leurs deux fils. Elle conserve néanmoins le nom de Helmina von Chézy, sous lequel elle se fait connaître plus tard comme poétesse et librettiste.

### Professeur au Collège de France
Chézy, qui avait commencé à apprendre le sanskrit en autodidacte vers 1806, en étudiant des textes originaux au regard de leur traduction en anglais, publie en 1814 la traduction d’un épisode du Rāmāyana. La même année, sous l'impulsion de Silvestre de Sacy deux nouvelles chaires sont créées au Collège de France, l'une pour le chinois ( qui sera occupée par Abel-Rémusat) et l'autre pour le sanskrit. C'est Chézy qui devient titulaire de cette chaire de langue et la littérature sanskrites, occupant ainsi la première chaire de sanskrit en Europe. Il commence son enseignement en janvier 1815 et le poursuivra jusqu'à sa mort.
L'année suivante le voit élu membre de l'Académie des inscriptions et belles-lettres. En 1822, il compte parmi les fondateurs de la Société asiatique, aux côtés de Jean-Pierre Abel-Rémusat, Ferdinand Charles Lasteyrie et Eugène Burnouf . En 1827, il succède à Louis-Matthieu Langlès à la chaire de persan de l'École des langues orientales.
Il meurt au cours de l'épidémie de choléra de 1832.

## Œuvre

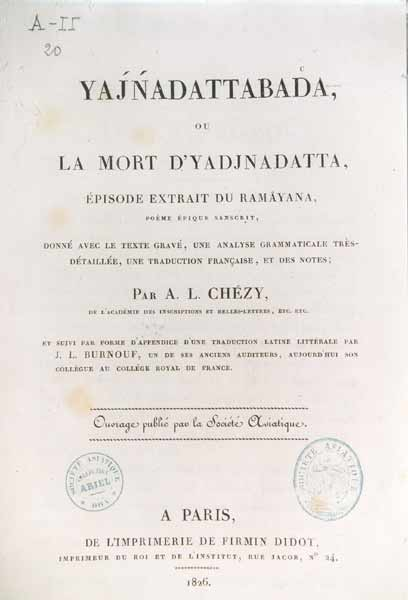
Page de titre de la deuxième édition du Yadjnadattabadha, épisode du Râmâyana traduit par Antoine-Léonard Chézy (1826).

Remarqué tout d’abord pour sa traduction de Majnoun et Leila du poète persan Djami, Antoine-Léonard Chézy s’est surtout illustré par ses traductions du sanskrit, en particulier celle du chef-d'œuvre de Kâlidâsa l'Abhijñānaśākuntalam (« Reconnaissance de Shakuntalâ »), traduction publiée en 1830. Flaubert, à qui Maxime du Camp en avait procuré un exemplaire, projeta d’en tirer un drame, auquel il travailla pendant plus d’un an avant de le délaisser au profit de La Tentation de saint Antoine. Théophile Gautier y puisa pour écrire le livret de son ballet, L'Anneau de Çakountala, paru en 1858.
En plus de la place occupée par ses publications savantes et littéraires,l’importance de Chézy a été d’établir en France l’étude du sanskrit[réf. nécessaire]. Il a lui-même largement contribué à ce travail d’enseignement en formant de nombreux élèves, parmi lesquels Eugène Burnouf, Alexandre Langlois, Jean Loiseleur-Deslongchamps et Christian Lassen.

## Ouvrages
- Extraits du Livre des merveilles de la nature et des singularités des choses créées, par Mohammed ben Mohammed Kazwini (1805). Traduit de l'arabe.
- Medjnoun et Leïla, poème traduit du persan de Djâmy (1807)
- Yadjnadatta-badha, ou la Mort d'Yadjnadatta, épisode extrait et traduit du Râmâyana, poème épique sanskrit (1814) [lire en ligne (page consultée le 24 août 2024)]
- Analyse du Mégha-Doûtah, poème sanskrit de Kâlidâsa (1817)
- Théorie du Sloka, ou Mètre héroïque sanskrit (1827) [lire en ligne (page consultée le 24 août 2024)]
- La Reconnaissance de Sacountala, drame sanscrit et pracrit de Calidasa, publié pour la première fois, en original, sur un manuscrit unique de la Bibliothèque du roi, accompagné d'une traduction française (1830)
- Amaruśatakasāraḥ. Anthologie érotique d'Amarou. Texte sanscrit, traduction, notes et gloses (1831) [lire en ligne (page consultée le 24 août 2024)]